# تکان‌دهنده (ترانه)
«تکان‌دهنده» (به انگلیسی: Outrageous) نام ترانه‌ای از بریتنی اسپیرز، خواننده و آهنگ‌ساز آمریکایی است که به عنوان چهارمین تک‌آهنگ از چهارمین آلبوم استدیویی‌اش به نام داخل محدوده در تاریخ ۱۳ ژوئیه ۲۰۰۴ به فرمت دانلود دیجیتالی به بازار عرضه شد. در این ترانه از سبک آر اند بی و هیپ هاپ استفاده شده‌است. به نظر برخی‌ها بریتنی این ترانه را تأثیر گرفته از مایکل و جنت جکسون خوانده‌است. ترانه‌سرای این آهنگ نیز آر. کلی است که ترانه‌های موفقی همانند «تو تنها نیستی» را برای مایکل جکسون نوشته است. این ترانه مقام ۷۹ را در جدول ۱۰۰ اثر برتر بیلبورد بدست آورد. موزیک ویدئو این کار در نیویورک و به حضور خوانندگان مهمانی از جمله اسنوپ داگ ساخته شد.